# Stephenie Ann McPherson
Stephenie Ann McPherson (Kingston, 25 de novembro de 1988) é uma velocista jamaicana, campeã mundial e medalhista olímpica.

## Carreira
McPherson competiu nos Jogos Olímpicos Rio 2016, conquistando a medalha de prata no revezamento 4x400 m.